# Карчевский, Здзислав
Здзислав Карчевский (пол. Zdzisław Karczewski; 23 марта 1903 — 30 сентября 1970) — польский актёр театра, кино, радио и телевидения, также театральный режиссёр, художественный руководитель и директор театров.

## Биография
Здзислав Карчевский родился в Варшаве. В 1925 году окончил Драматическое отделение у Варшавской консерватории. До Второй мировой войны он выступал в театрах в Варшаве, Кракове, Лодзи, Вильнюсе и Львове. Во время немецкой оккупации был сначала актёром, потом официантом, а в 1944 году вывезли его в нацистская Германия. После войны он вернулся в страну и работал в радиостанциях «Польского радио» в Быдгоще и в Щецине. С 1946 года работал в театрах в разных городах Польши (Щецин, Вроцлав, Гданьск, Познань, Радом, Быдгощ). Художественный руководитель театра в Радоме, директор театра во Вроцлаве. Выступал в спектаклях «театра телевидения» в 1965—1968 годах и в радиопередачах «Польского радио». Умер во Вроцлаве, похоронен на вроцлавском Особовицком кладбище.

## Избранная фильмография
- 1933 — Под твоей защитой / Pod Twoją obronę
- 1933 — Шпион в маске / Szpieg w masce
- 1936 — Пан Твардовский / Pan Twardowski
- 1936 — Роза / Róża
- 1936 — Болек и Лёлек / Bolek i Lolek
- 1937 — Пламенные сердца / Płomienne serca
- 1939 — Доктор Мурек / Doktór Murek
- 1939 — Гений сцены / Geniusz sceny
- 1949 — За вами пойдут другие / Za wami pójdą inni
- 1949 — Дом на пустыре / Dom na pustkowiu
- 1950 — Две бригады / Dwie brygady
- 1955 — Три старта / Trzy starty
- 1961 — Нефть / Nafta
- 1962 — Раскрытая явка / Drugi brzeg
- 1962 — Чёрные крылья / Czarne skrzydła
- 1963 — Дневник пани Ганки / Pamiętnik pani Hanki
- 1963 — Почтенные грехи / Zacne grzechy
- 1963 — Раненый в лесу / Ranny w lesie — старший сержант «Кулявы»
- 1964 — Приданое / Wiano
- 1964 — Первый день свободы / Pierwszy dzień wolności
- 1965 — День последний, день первый / Dzień ostatni, dzień pierwszy
- 1966 — Дон Габриэль / Don Gabriel
- 1966 — Полный вперёд! / Cała naprzód
- 1966 — Четыре танкиста и собака / Czterej pancerni i pies (только в 1-й серии)
- 1967 — Все свои / Sami swoi
- 1967 — Когда любовь была преступлением / Kiedy miłość była zbrodnią
- 1967 — Упырь / Upiór — тайный советник Тилаев
- 1968 — Кукла / Lalka
- 1969 — Красное и золотое / Czerwone i złote
- 1970 — Паром / Prom

## Признание
- 1949 — Награда за роль — Фестиваль русских и советских пьесов в Катовице.
- 1960 — Награда за роль — II Фестиваль театров северной Польши в Торуне.